# Алтын Асыр (базар)

Базар «Алтын Асыр»

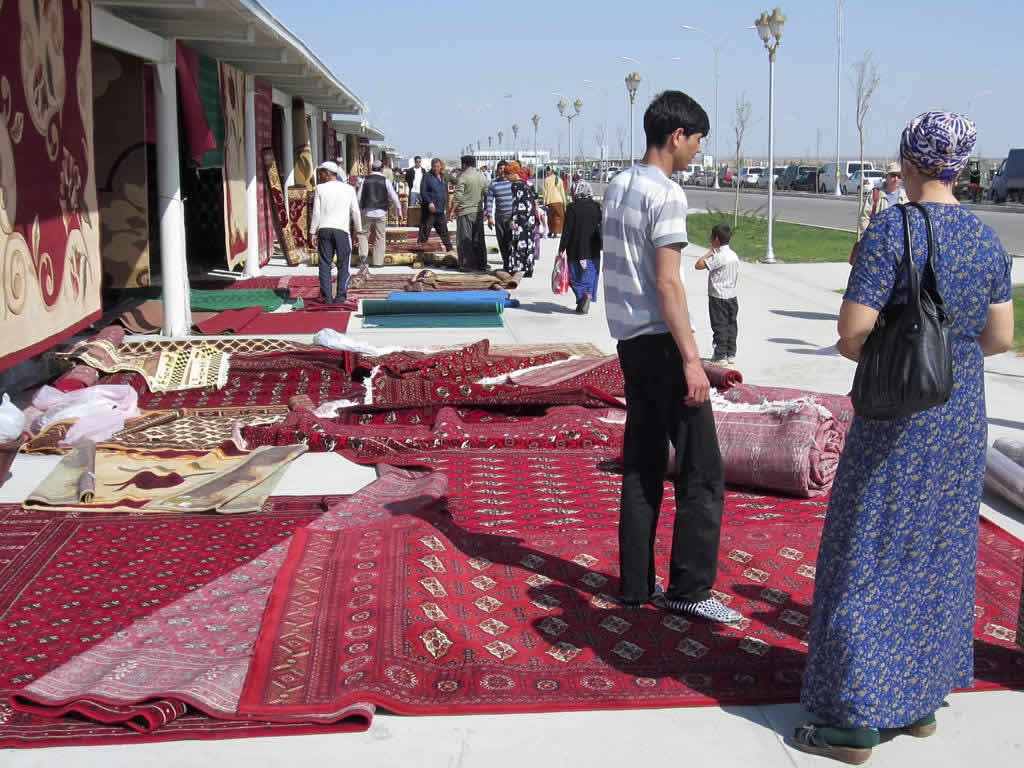
Продажа ковров

Восточный базар «Алтын асыр» («Золотой век») (туркм. Altyn Asyr bazary) — первый по величине рынок Ашхабада и Туркменистана, и 5-й по Центральной Азии. Расположен в пригороде Ашхабада, в жилом массиве Чоганлы. Построен в форме напоминающий ковровый гёль Ахалского велаята, огромной территории в 154 гектаров. В центре базара — высокая башня с часами, главный ориентир. На его территории находится 2155 магазинов. Был построен вместо снесённого базара «Толкучка».

## История и архитектура базара
Восточный базар «Алтын асыр» был открыт в 2011 году при участии Президента Туркменистана Гурбангулы Бердымухамедова.

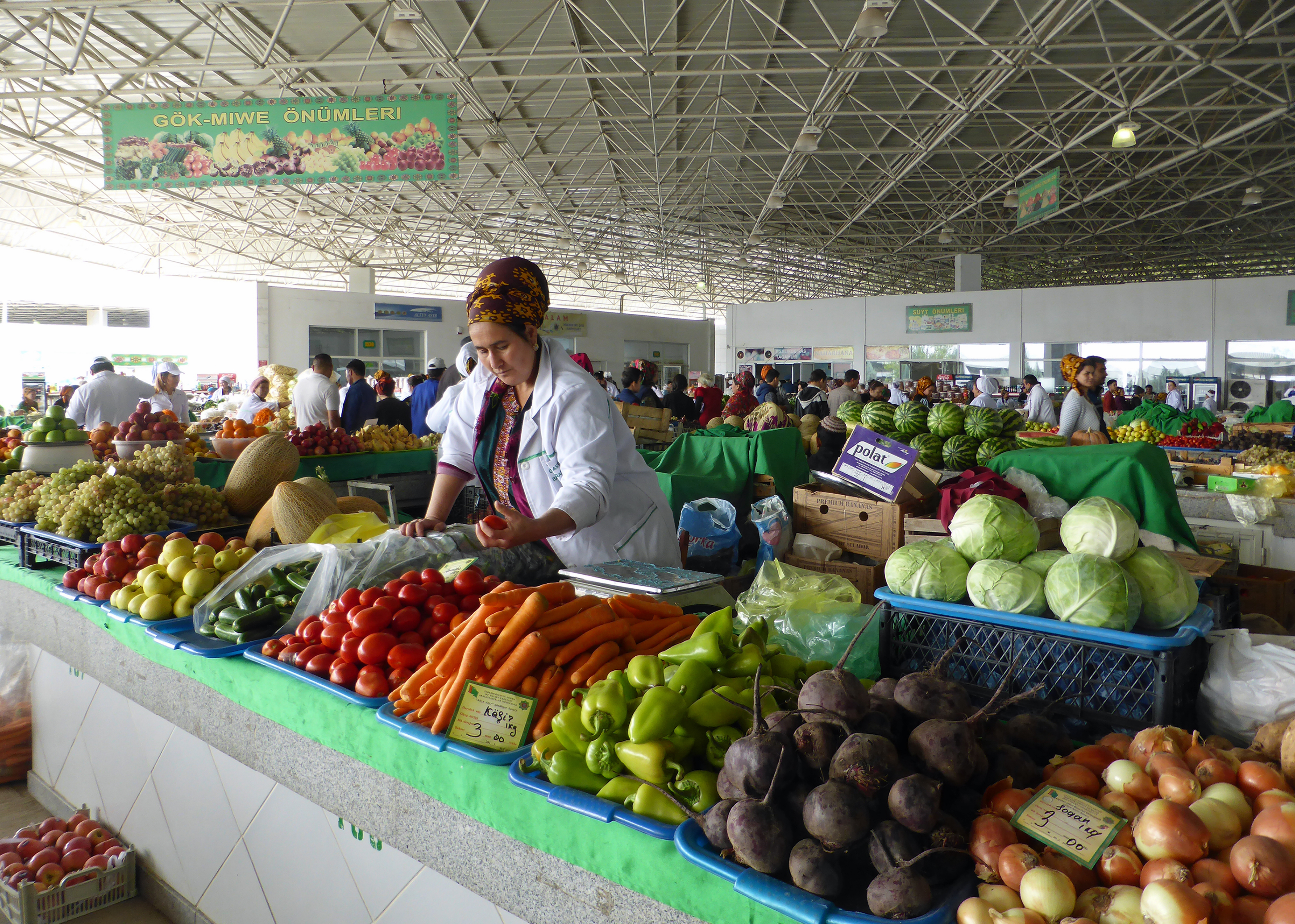

Новый гигантский по своим размерам рынок отличает оригинальное архитектурное решение — с высоты птичьего полета комплекс выглядит как огромный ковровый гёль. Для удобства приезжих продавцов и покупателей возведена гостиница, рассчитанная на сотню постояльцев, имеется обширная сеть кафе и бистро.
В 2013 году базар оборудовали телефонным оборудованием и высокоскоростным доступом в Интернет, а также построили ещё 800 магазинов, складских помещений и объектов обслуживающей инфраструктуры.

## Фото снесённого базара «Толкучка»

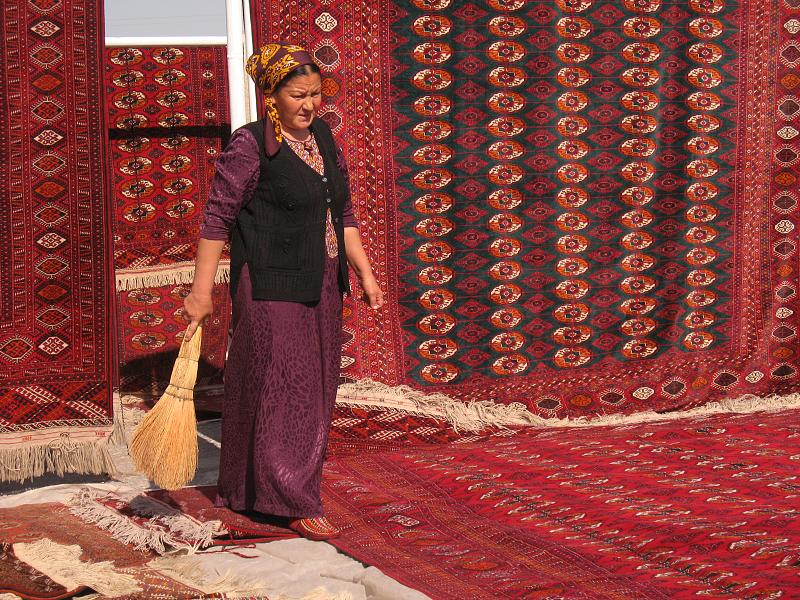
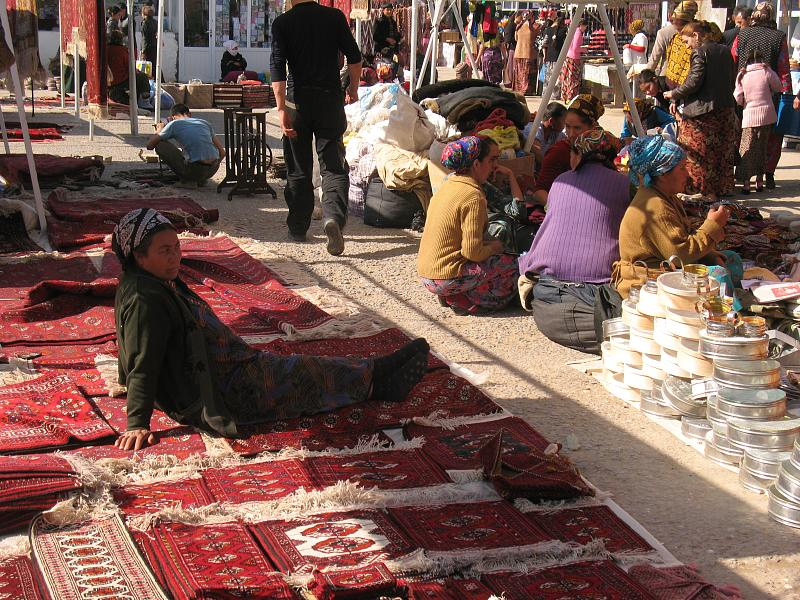
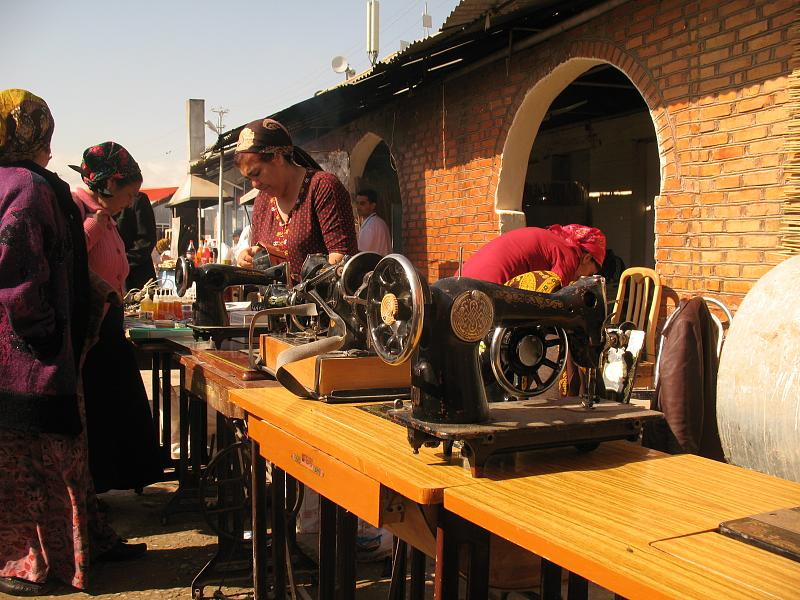
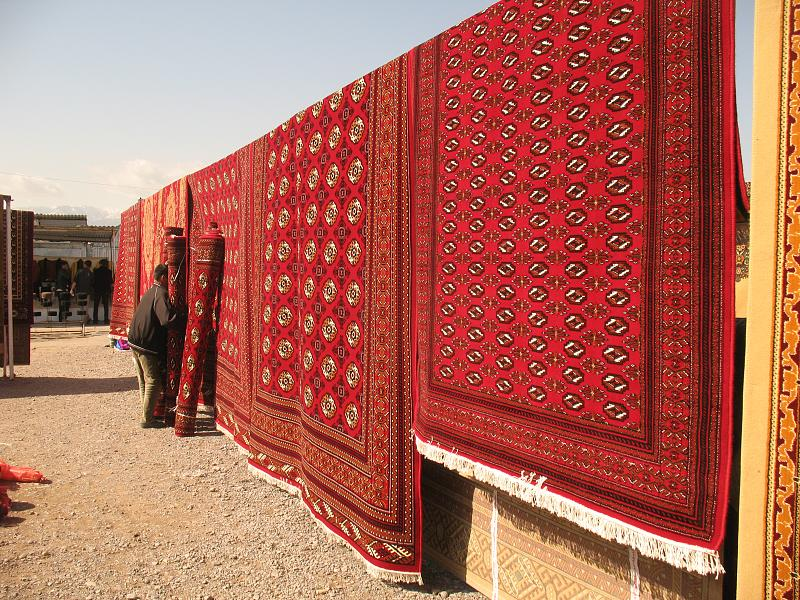
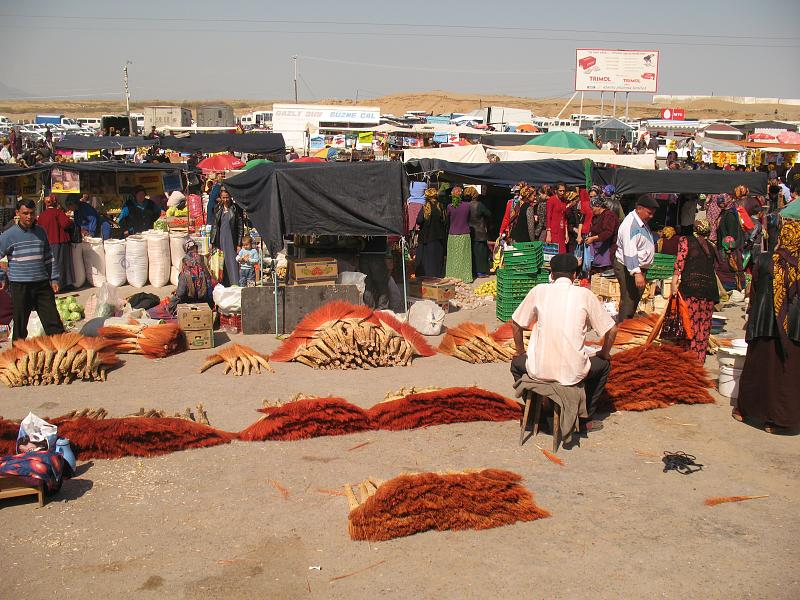
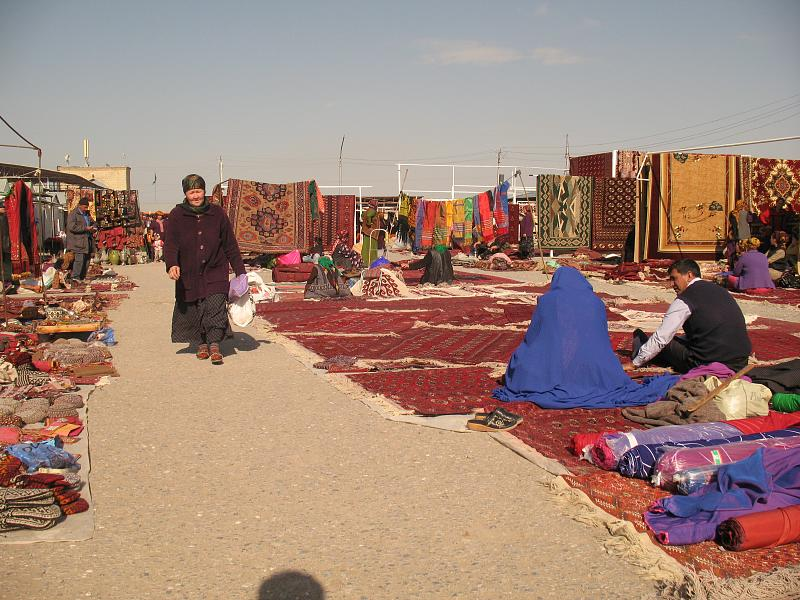
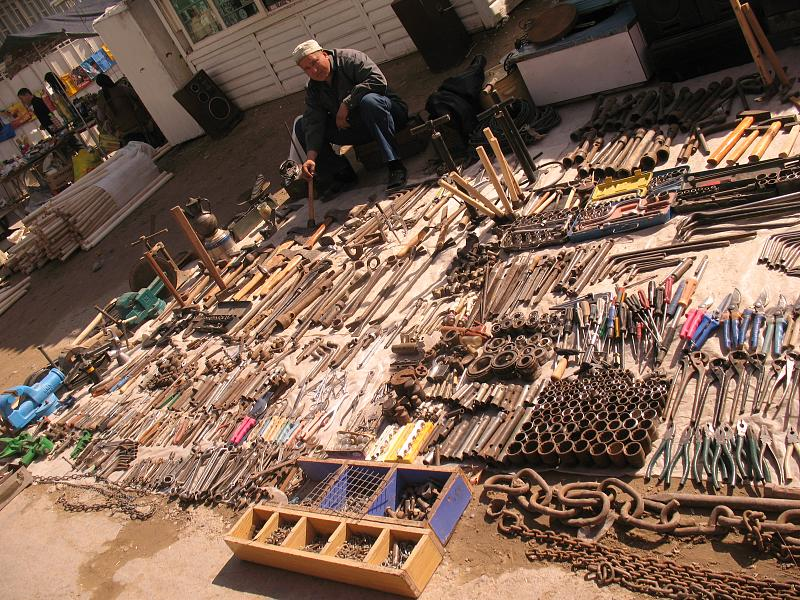